# Aldo Lado
Aldo Lado   (Rijeka, 5 de desembre de 1934 - Roma, 25 de novembre de 2023) fou un director, guionista, escriptor i editor de cinema italià, conegut també amb el pseudònim de George B. Lewis.

## Biografia
Després d'una sèrie d'experiències com a ajudant de direcció de Maurizio Lucidi i Bernardo Bertolucci, la carrera de Lado com a director va començar amb el thriller La corta notte delle bambole di vetro, amb Jean Sorel (1971). L’any següent va dirigir Chi l'ha vista morire? (1972). Ambientada a Venècia, explica els assassinats de nenes i els misteris amagats en el passat dels protagonistes. Aleshores, Lado abandona el thriller per dedicar-se a un estil més morbós i kitsch com a Sepolta viva, amb la debutant Agostina Belli. El 1975 estrena L'ultimo treno della notte amb Irene Miracle d'Inferno, Pel·lícula de violació i venjança d’estil cravenià i reflexió nihilista sobre el poder, que s'ha convertit en un culte a tot el món.
El 1979 arriba  L'humanoide , una acció de ciència-ficció entre Star Wars i Frankenstein que esdevé un culte del cinema de ciència-ficció italià.
Als anys vuitanta es va dedicar a pel·lícules de televisió com Figli dell'ispettore i La città di Miriam, abans de tornar a emocionar a principis dels anys noranta amb Alibi perfetto i Venerdì nero.
L'any 2020 l'editorial francesa Le Chat qui fume torna a proposar les seves primeres pel·lícules en blu-ray juntament amb el llibre Conversation avec Aldo Lado de Laure Charcossey, que recorre la seva vida professional.
A partir del 2015 comença a explicar històries només amb la pàgina escrita. El seu conte Il gigante e la bambina, dedicat al cantant Lucio Dalla, es troba a l'antologia Nuovi delitti di lago (Morellini Editore) publicada el 2016. En 2017 participa a l'antologia Delitti di lago vol. 3 (Morellini Editore) amb el conte Cold Case sul Lago Maggiore.
El 26 de juny 2017 s'estrena el llibre I film che non vedrete mai, un recull de contes escrits per Lado per al cinema entre els anys seixanta ii no arribar mai a la pantalla. També es publica a la plataforma Amazon Publisher en versió anglesa.
Després del gran èxit del llibre I film che non vedrete mai, Lado funda la marca Edizioni Angera Films, amb la qual publicarà altres títols sota el signe d'Aldo Lado o George B. Lewis.
El 2018 es publiquen els llibres Un pollo da spennare, Hotel delle cose e Il Mastino, seguits de Miriam i Costanza de la sèrie "Storie di Donne" i il giallo Il Rider.

## Filmografia

### Cinema
- La corta notte delle bambole di vetro (1971)
- Chi l'ha vista morire? (1972)
- La cosa buffa (1972)
- Sepolta viva (1973)
- La cugina (1974)
- L'ultimo treno della notte (1975)
- L'ultima volta (1976)
- L'umanoide (1979)
- La disubbidienza (1981)
- Scirocco (1987)
- Rito d'amore (1989)
- Alibi perfetto (1992)
- Venerdì nero (1993)
- La chance (1994)
- Il Notturno di Chopin (2012)

### Televisió
- Il prigioniero - telefilm (1978)
- Delitto in via Teulada - minisèrie TV (1979)
- La pietra di Marco Polo - sèrie TV (1982-1983)
- I Figli dell'Ispettore- sèrie Tv (1986)
- La stella nel parco - sèrie TV (1991)

### Guionista
- Carogne si nasce, dirigida per Alfonso Brescia (1968)
- La corta notte delle bambole di vetro, dirigida per Aldo Lado (1971)
- Un'anguilla da 300 milioni, dirigida per Salvatore Samperi (1971)
- Chi l'ha vista morire?, dirigida per Aldo Lado (1972)
- Beati i ricchi, dirigida per Salvatore Samperi (1972)
- La cosa buffa, dirigida per Aldo Lado (1972)
- Sepolta viva, dirigida per Aldo Lado (1973)
- L'ultimo treno della notte, dirigida per Aldo Lado (1975)
- L'ultima volta, dirigida per Aldo Lado (1976)
- L'umanoide, dirigida per Aldo Lado (1979)
- Il giorno del Cobra, dirigida per Enzo G. Castellari (1980)
- La disubbidienza, dirigida per Aldo Lado (1981)
- La città di Miriam, dirigida per Aldo Lado - serie TV (1983)
- I figli dell'ispettore, dirigida per Aldo Lado - film TV (1986)
- Scirocco, dirigida per Aldo Lado (1987)
- Rito d'amore, dirigida per Aldo Lado (1990)
- Stiamo attraversando un brutto periodo, dirigida per Rodolfo Roberti (1990)
- La stella nel parco, dirigida per Aldo Lado - serie TV (1991)
- Alibi perfetto, dirigida per Aldo Lado (1992)
- Venerdì nero, dirigida per Aldo Lado (1993)
- La chance, dirigida per Aldo Lado (1994)
- Hollywood Flies, dirigida per Fabio Segatori (2005)

### Productor executiu
- Farinelli - Voce regina, dirigida per Gérard Corbiau (1994)
- Marquise, dirigida per Vera Bélmont (1998)

## Obres
- Lado, Aldo. Il gigante e la bambina.  Morellini Editore, 2016. ISBN 9788862984393.
- Lado, Aldo. Cold Case sul Lago Maggiore. 3.  Morellini Editore, 2017. ISBN 9788862984935.
- Lado, Aldo. I film che non vedrete mai.  Angera Films, 2017. ISBN 9788894277708.
- Lado, Aldo. Un pollo da spennare.  Angera Films, 2018. ISBN 9788894277722.
- Lado, Aldo. Hotel delle cose.  Angera Films, 2018. ISBN 9788894277760.
- Lewis, George B. Il mastino.  Angera Films, 2018. ISBN 9788894277746.
- Lado, Aldo. Ombre scure sotto la Rocca di Angera. 4.  Morellini Editore, 2020. ISBN 9788862987448.
- Aldo Lado, Storie di donne: MIRIAM, Edizioni Angerafilm 2020, ISBN 9791280098016
- Aldo Lado, IL RIDER, Edizioni Angerafilm 2020, ISBN 9791280098009
- Aldo Lado, Storie di donne: COSTANZA, Edizioni Angerafilm 2021, ISBN 9791280098023